# Joan Gili i Serra
|  | «Joan Gili» redirigeix aquí. Vegeu-ne altres significats a «Joan Gili i Pons». |

Joan Gili i Serra (Barcelona, 10 de febrer de 1907 - Oxford, Regne Unit, 6 de maig de 1998) fou un editor, llibreter, traductor i bibliòfil català, nebot de Gustau Gili i Roig i cosí germà del poeta Juan Gutiérrez Gili.

## Biografia
Joan Marcel·lí Lluís Gili i Serra fou fill de Lluís Gili i Roig, nascut a Madrid, i de Victòria Serra i Suñol, de Barcelona. Lluís Gili tenia cura d'una editorial de llibres religiosos que va editar un llibre de cuina de la mare, un llibre amb el títol de Sabores. També va col·laborar en el diari La Publicitat.
Després d'una visita a Londres el 1933, Joan Gili decidí quedar-s'hi el 1934. Fundà la llibreria i editorial The Dolphin Book Company, especialitzada en manuscrits espanyols i llatinoamericans, i que fou transferida el 1940 a Oxford, en una casa que hi havia viscut el pintor James McNeill Whistler. Alguns dels manuscrits sobre història espanyola i catalana que recollia són ara a la Biblioteca Houghton de la Universitat Harvard. El 1948 adquirí la nacionalitat britànica.
Publicà Anthology of Catalan Lyric Poetry (1953), de Joan Triadú, una antologia de la prosa de Miguel de Unamuno, traduí a l'anglès Federico García Lorca (1939, amb Stephen Spender, i 1960), Luis Cernuda, Juan Ramón Jiménez, Pablo Neruda i dels catalans Carles Riba (Poems, 1964; Tankas of the Four Seasons, 1991; Savage Heart, 1993; Bierville Elegies, 1995), Salvador Espriu (Forms and Words, 1980) i Josep Carner (Poems, traduïts per Pearse Hutchinson, 1962; Nabí, 1996-8), i la primera gramàtica catalana per a anglesos, Catalan Grammar (1943). Fou membre fundador i president de l'Anglo-Catalan Society, i membre honorari de l'Association of Hispanists of Great Britain and Ireland.
Considerat ambaixador català a la Gran Bretanya, li fou concedida la Creu de Sant Jordi per la Generalitat de Catalunya, i el govern espanyol li va concedir l'Orde d'Isabel la Catòlica.

## Fons i documentació
El fons de l'editorial que va crear, The Dolphin book company, es conserva a la Senate House Library (University of London). La correspondència entre Joan Gili i el seu oncle, Gustau Gili i Roig, es conserva al fons de l'Editorial Gustavo Gili, a la Biblioteca de Catalunya.